# Francesco Carini
Francesco Carini (Castelnuovo Bocca d'Adda, 1883 – Caspoggio, 1959) è stato un pittore italiano.

## Biografia
Si formò a all'Accademia di Brera e prese parte a diverse esposizioni nell'ambiente milanese. La predilezione per il paesaggio montano lo portò a vivere a Caspoggio, in provincia di Sondrio, dove morì nel 1959.

## Opere
Paesaggista legato all'ambiente montano, si distinse per una spiccata sensibilità coloristica. Sue opere figurano nelle collezioni della Fondazione Cariplo, nella Galleria d'arte moderna di Milano e nel Museo valtellinese di storia e arte di Sondrio.

## Galleria d'immagini

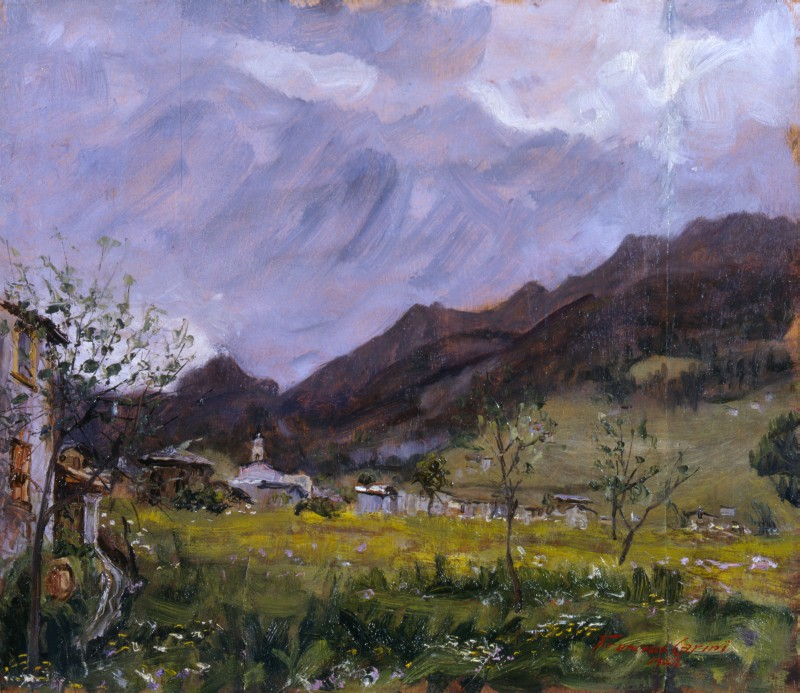
Tempo instabile (1942), Milano, Collezioni d'arte della Fondazione Cariplo
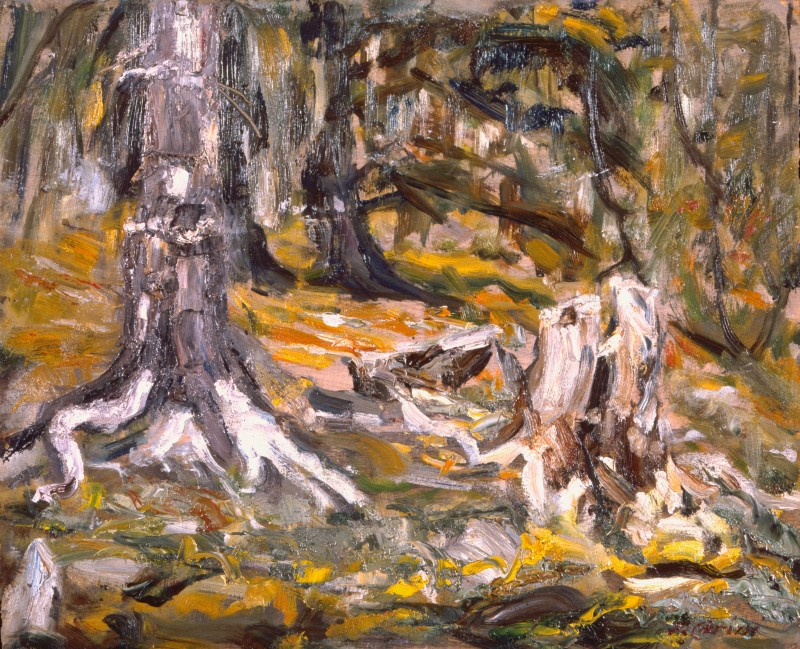
Sottobosco (1950 circa), Milano, Collezioni d'arte della Fondazione Cariplo
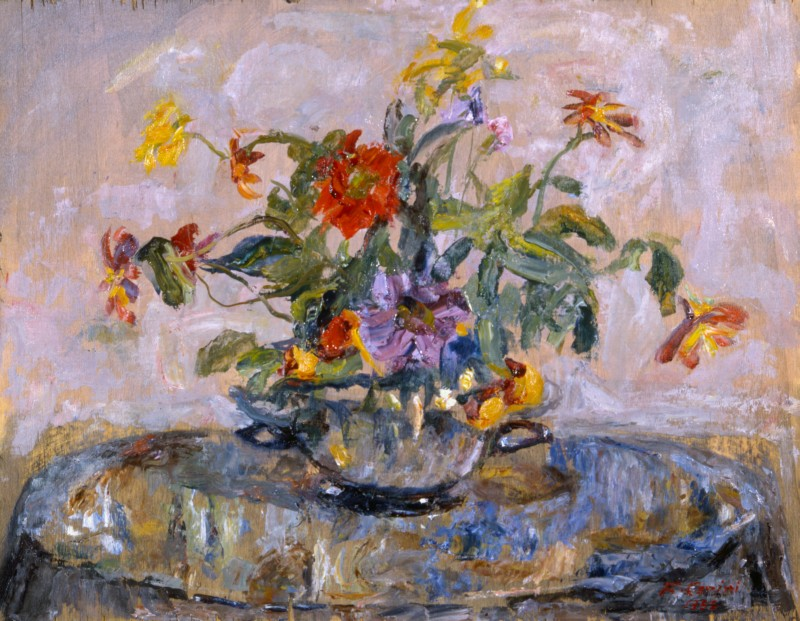
Fiori (1952), Milano, Collezioni d'arte della Fondazione Cariplo